# Лістеріоз
Лістеріо́з (англ. Listeriosis) — інфекційна хвороба тварин і людини, яку спричинюють види роду Listeria. Хвороба перебігає у різних клінічних формах залежно від імунного статусу людини: від уражень центральної нервової системи, септичних проявів, абортів, маститів тощо до безсимптомного носійства. L. monocytogenes зумовлює захворювання людини, зрідка — L. grayi, а L. ivanovi — тварин.

## Актуальність
Лістеріоз є поширеною та важливою проблемою охорони здоров'я для багатьох країн світу, становлячи загрозу переважно для людей з імунодефіцитними станами, осіб похилого віку та вагітних жінок, призводячи до фатальних наслідків для плода та новонародженої дитини. Враховуючи зростання у людській популяції прошарку осіб зі зниженим імунітетом (внаслідок онкологічних та гематологічних хвороб, ВІЛ-інфекції, після трансплантації органів, внаслідок прийому глюкокортикостероїдів і цитостатиків) це часто супроводжується захворюванням на лістеріоз. Тому цим людям слід уникати харчових продуктів високого ризику. За даними ВООЗ, лістеріоз виявляється в усіх країнах світу, особливо в економічно розвинених. Щорічно реєструється декілька тисяч підтверджених випадків захворювання і, навіть спалахи. Захворюваність становить 2-3 випадки на 1 млн осіб. У США реєструється до 1600 випадків на рік з летальністю, яка сягає 27 %. Особливості життєдіяльності лістерій зумовлюють їхню здатність до зараження харчових продуктів та розмноження в них, що призвело у 80-х роках XX століття до численних випадків харчового лістеріозу. Лістерії є причиною перинатальної та неонатальної патології людини. Заражені діти гинуть у перші дні свого народження. При пізньому зараженні та ранньому комплексному лікуванні можливе одужання.

## Етіологія
Збудник — грамнегативна бактерія паличкоподібної форми Listeria monocytogenes, яка належить до роду Listeria. Це факультативний анаероб, який може розмножуватися й при низьких температурах. Лістерії можуть швидко переходити від сапрофітної до паразитарної форм, а також здатні розмножуватися внутрішньоклітинно. При несприятливих умовах можуть перетворюватися на L-форми, що зумовлює наявність латентних, затяжних та хронічних форм і недостатню ефективність антибіотиків. Виділяють 16 серологічних варіантів збудників, але 90 % всіх випадків лістеріозу у світі зумовлено сероварами 1а, 1b та 4b. Має фактори патогенності: лістеріолізин О, інтерналіни А і В тощо. Є повсюдною у довкіллі.

## Епідеміологічні особливості
Лістеріоз вважають типовим сапронозом, при цьому первинним природним резервуаром лістерій є ґрунт, з якого вони можуть потрапляти до організмів рослин. Резервуаром інфекції є свійська худоба (велика рогата худоба, кролі, свині, кури тощо), дикі тварини та гризуни. Крім того, резервуаром інфекції можуть бути предмети довкілля, такі як силос, ґрунт, сіно, зерно, вода, де при низьких температурах збудник зберігається роками.
Зараження людей часто пов'язане зі споживанням овочів та продуктів тваринництва. Лістерії виділено з організму ектопаразитів тварин (кліщів, вошей, бліх, інших комах). Серед шляхів передачі виділяють аліментарний, контактний, аерогенний, і вертикальний (трансплацентарний та перинатальний). При аліментарному шляху інфікування чинниками передачі можуть бути молоді розсольні м'які сири типу камамбер, рокфор, бринза, сире молоко, морозиво, м'ясні напівфабрикати, продукти швидкого харчування, гамбургери, ковбасні вироби, салати. Багато вагітних жінок можуть переносити лістерії безсимптомно в травній системі або піхві. Зараження від такої вагітної може призвести до хоріоамніоніту, передчасних пологів, викидня або мертвонародження. Інфікування плода може відбутися й через трансплацентарну передачу. Вертикальна передача також може йти від матері до немовляти під час проходження через інфікований пологовий канал або висхідну інфекцію через розрив навколоплідних оболонок. Внутрішньолікарняні спалахи від одного інфікованого немовляти до інших в одному і тому ж стаціонарі є рідкісними.
Сприйнятливість до лістерій у імунокомпетентної людини невисока, найбільш ймовірна при тісному контакті з джерелом інфекції та високому рівні вірулентності збудника. Сезонність — весняно-літня.

## Патогенез
Вхідними воротами інфекції, залежно від шляхів інфікування, може бути слизова оболонка травного тракту, органів дихання, очей, статевих органів, уражена шкіра, крім того збудник може потрапляти через плаценту від матері до плоду. Проникнення у організм людини відбувається завдяки факторам патогенності лістерій. У імунокомпетентних осіб можлива персистенція збудника без клінічних ознак. В інших випадках лістерії потрапляють у лімфатичну систему, потім — у кровотік та проникають у клітини системи мононуклеарних фагоцитів (СМФ) печінки, селезінки, нирок, лімфатичних вузлів, центральної нервової системи, де розмножуються та утворюють специфічні лістеріозні гранульоми. Вони являють собою сірувато-білі вузлики, до складу яких входять змінені поліморфно-ядерні лейкоцити ретикулярні, моноцитарні клітини та клітинний детрит. Надалі в них відбувається некроз з можливим рубцюванням або загоєнням.
При трансплацентарному інфікуванні розвивається генералізований процес, який трактують як гранулематозний сепсис. Специфічні гранульоми формуються у внутрішніх органах, перш за все у печінці, на шкірі новонародженого.

## Клінічні прояви
Згідно з МКХ-10 (А32) виділяють:
- «шкірний лістеріоз» (А32.0);
- «лістеріозний менінгіт або менінгоенцефаліт» (А32.1+);
- «лістеріозний сепсис» (А32.7);
- інші форми, включаючи «ендокардит», церебральний артеріїт, «окулогландулярну форму» (А32.8)
- «неуточнений лістеріоз» (А32.9).

Єдиної клінічної класифікації лістеріозу немає. Часто відокремлюють лістеріоз вагітних і новонароджених. Залежно від тривалості клінічного перебігу виділяють гострий, підгострий і хронічний лістеріоз.
Інкубаційний період триває від 2 до 4 тижнів.
При гострому початку температура підвищується до високих цифр зі значною інтоксикацією та швидким приєднанням нудоти, блювання, переймоподібного болю у животі та діареї. Випорожнення можуть бути з домішками слизу та крові. Значне зневоднення не типово, переважають прояви інтоксикації. У тяжких випадках можливий розвиток інфекційно-токсичного шоку, від чого помирають до чверті пацієнтів.
Для клінічного перебігу тонзилярної форми типовим є мононуклеозоподібний синдром, що характеризується гострим початком, гарячкою, інтоксикацією, виразково-некротичним або плівчастим тонзилітом, генералізованою лімфаденопатією, збільшенням печінки та селезінки (гепатоспленомегалією).
При окулогландулярній формі на тлі гарячки та інтоксикації виникає однобічний гнійний кон'юнктивіт, з відчуттям піску та «інородного тіла» в оці, значним набряком повік, звуженням очної щілини та погіршенням гостроти зору. Кон'юнктива гіперемійована з вузликовими висипаннями на перехідній складці. Відмічається збільшення навколовушних та підщелепних лімфатичних вузлів на боці ураження.
Ураження нервової системи найчастіше проявляється у вигляді гнійного менінгіту чи менінгоенцефаліту, але можливий розвиток енцефаліту, арахноїдіту, інтрамедулярних абсцесів. Лістеріозний менінгіт становить близько 1 % від усіх бактеріальних менінгітів, проте серед деяких пацієнтів з імунодефіцитними станами реєструється досить часто. Серед вікових категорій найбільш уразливими є люди похилого віку та діти до 3 років.
Хвороба характеризується тяжким в'ялим перебігом з розвитком рецидивів та летальністю понад 30 %. Температура часто буває субфебрильною, менінгеальні симптоми виражені помірно, присутні вогнищеві ураження черепних нервів (птоз, анізокорія, страбізм), патологічні рефлекси, порушення свідомості, інколи психічні розлади.
Лістеріозний сепсис починається гостро, йому притаманна типова гектична гарячка з ознобами та вираженою пітливістю, генералізована лімфаденопатія й гепатоспленомегалія (збільшення печінки і селезінки). Можлива поява плямистого та еритематозного висипу, який скупчується навколо великих суглобів та на обличчі у вигляді «метелика». Можуть виникати вторинні гнійні вогнища у різних органах внаслідок чого розвивається гепатит, який проявляється жовтяницею, менінгіт, кардит, полісерозит, пневмонія, пієліт, можливий розвиток геморагічного синдрому. Летальність при цьому досягає 60 %.
Лістеріоз у вагітних в 1/3 вагітних перебігає безсимптомно, але в них відбувається колонізація лістеріями піхви із загрозою інфікування плоду. При гострому лістеріозі у вагітних можливий грипоподібний варіант перебігу з короткочасною гарячкою, катаральними явищами і кон'юнктивітом, у частини хворих виявляються прояви гастроентериту або запалення сечових шляхів. Лістеріоз матері призводить до трансплацентарного зараження плоду, розвитку амніоніту, передчасних пологів, септичних абортів, мертвонароджень чи вад розвитку плоду. Трансплацентарне зараження можливе у будь-який термін вагітності. Інтранатальне інфікування відбувається при проходженні дитини пологовими шляхами жінки.
Лістеріоз новонароджених має різні терміни виникнення та клінічні прояви залежно від термінів і шляху інфікування плоду, але завжди перебігає тяжко з високим рівнем фатальних наслідків аж до 25 %.
- При трансплацентарному зараженні дитина з уродженим лістеріозом народжується зазвичай зі зниженою масою тіла. З перших часів-днів життя підвищується температура тла, стан дитини різко погіршується, з'являється задишка, ціаноз, папульозний чи папульозно-геморагічний висип, жовтяниця, збільшення печінки та селезінки. Розвиваються внутрішньоутробний сепсис, пневмонія, гнійний плеврит, гепатит, менінгоенцефаліт.
- При інтранатальному інфікуванні дитина одразу після пологів виглядає здоровою, клінічні прояви лістеріозу у вигляді сепсису або менінгіту з'являються через 1–2 тижня після народження. Аспірація інфікованою амніотичною рідиною призводить до тяжкого ураження легенів. Більшість таких дітей помирає. Наслідками цього захворювання у тих, хто вижив, можуть буди гідроцефалія та затримка розумового розвитку.

## Діагностика
У клінічному аналізі крові виявляють лейкоцитоз, моноцитоз, іноді атипові мононуклеари. Спинномозкова рідина — виявляється нейтрофільно-лімфоцитарний цитоз з переважанням нейтрофілів, клітинно-білкова дисоціація.
- лістерії можуть бути знайдені при бактеріоскопії мазків амніотичної або спинномозкової рідини,
- головним методом діагностики є бактеріологічне дослідження, матеріалом може бути кров, ліквор, мазки з мигдаликів, виділення з очей, мазки з вагіни. У мертвонароджених досліджують меконій, навколоплідні води, плаценту та інші тканини.
- гістологічному дослідженню піддають плаценту чи тканини загиблого плоду, де макроскопічно та мікроскопічно виявляють специфічні гранулеми,
- за допомогою полімеразної ланцюгової реакції (ПЛР) можна виявити ДНК лістерій в крові, амніотичній або спинномозковій рідини, вагінальних виділеннях, плаценті.
- при проведенні серологічних досліджень слід враховувати можливість хибнопозитивних і хибнонегативних результатів, внаслідок того, що у лістерій існують загальні антигени з іншими збудниками. Більш інформативним може бути використання імуноферментного аналізу (ІФА) з виявленням класів антитіл.

Нині ЄС та Україна у своєму законодавстві затвердили перелік критеріїв, за якими визначаються випадки інфекційних і паразитарних захворювань, що підлягають реєстрації. У ньому визначено клінічні, лабораторні та епідеміологічні критерії лістеріозу, та означення можливого, ймовірного та підтвердженого випадку цієї хвороби:
Клінічні критерії
Будь-яка особа принаймні з однією з таких трьох форм:
- лістеріоз новонароджених, визначений як мертвонароджуваність, принаймні один із таких п'яти симптомів у перший місяць життя: внутрішньоутробний гранулематоз; менінгіт або менінгоенцефаліт; септицемія; задишка; висипання на шкірі, слизових оболонках або кон'юнктиві.
- лістеріоз вагітних визначають за одним із таких трьох симптомів: переривання вагітності, викидень, народження мертвого плоду або передчасні пологи; гарячка; грипоподібні симптоми.
- інші форми лістеріозу визначають за як мінімум одним із таких чотирьох симптомів: гарячка; менінгіт або менінгоенцефаліт; септицемія; локалізовані вогнища, такі як артрит, ендокардит і абсцеси.

Лабораторні критерії
Принаймні один із таких двох:
- виділення Listeria monocytogenes із зазвичай стерильних біологічних матеріалів;
- виділення Listeria monocytogenes із зазвичай нестерильного матеріалу плоду, мертвонароджених, немовлят або від матері протягом 24 годин після народження.

Епідеміологічні критерії
Принаймні один з таких трьох епідеміологічних зв'язків:
- контакт зі спільним джерелом;
- передача від людини до людини (вертикальна передача);
- контакт із забрудненими харчовими продуктами чи питною водою.

Ймовірним випадком лістеріозу вважають такий, при якому будь-яка особа відповідає клінічним критеріям і має епідеміологічний зв'язок. Підтверденим випадком вважається такий, при якому будь-яка особа має лабораторні критерії або будь-яка мати з лабораторно підтвердженою лістеріозною інфекцією у її плода, мертвонародженого або новонародженого.

## Лікування
При негенералізованому перебігу лікування можна проводити амбулаторно з використанням середньотерапевтичних доз ампіциліну, сульфаметоксазол/триметоприму, азитроміцину або доксицикліну. Вагітним призначають ампіцилін. Жінкам, які народили хвору дитину, незалежно від наявності у них клінічних ознак хвороби, призначають курс лікування ампіциліном або доксицикліном.
Лікування генералізованих форм здійснюється двома антибактеріальними препаратами: ампіцилін чи амоксицилін/клавуланова кислота з аміноглікозидами (гентаміцин або амікацин), які вводяться внутрішньовенне або внутрішньом'язово. Препаратами другого ряду є ванкоміцин, фторхінолони ІІІ покоління, меропенем. Лістерії нечутливі до цефалоспоринів. При цьому проводять інфузійну детоксикаційну терапію.

## Профілактика
Специфічної профілактики лістеріозу нині не існує, вакцина не розроблена. Основні профілактичні заходи лістеріозу направлені на проведення санітарно-просвітницької роботи серед населення, особливо з груп ризику; дотримання відповідних санітарних норм і правил контролю за якістю харчових продуктів. Профілактика базується на дотриманні особистих заходів гігієни, зберігання, термічної обробки та приготування їжі в тому числі в домашніх умовах. Враховуючи високий ризик захворювання вагітних, слід рекомендувати проведення обстеження їх, ознайомлення з переліком харчових продуктів, небезпечних з точки зору можливого інфікування.